# 纹苞菊
纹苞菊（学名：[Russowia sogdiana] 错误：{{Lang}}：文本有斜体标记（帮助））为菊科纹苞菊属的植物。分布于俄罗斯以及中国大陆的开山、新疆等地，见于柽柳灌丛中的林隙、黄土丘陵、荒漠河边胡杨林中或石坡，目前尚未由人工引种栽培。